# Gens Munàcia

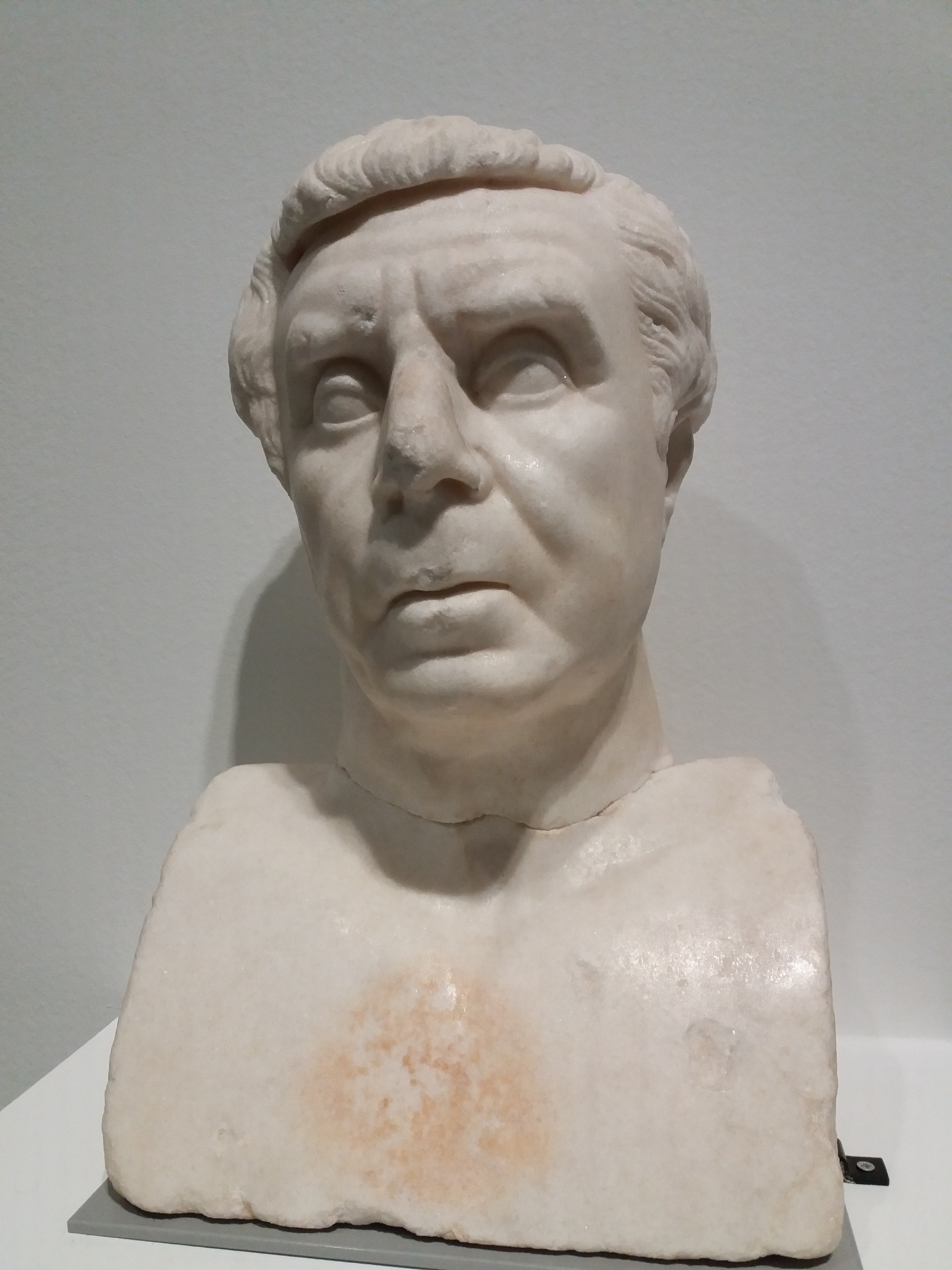
Luci Munaci Planc

Munàcia (en llatí Munatia Gens) era una gens romana d'origen plebeu desconeguda abans del segle ii aC.
Va utilitzar com a cognoms Flaccus, Gratus, Plancus i Rufus. Alguns dels Munacis no van portar cap cognom.

## Personatges destacats
- Gai Munaci, triumvir.
- Publi Munaci, romà notable.
- Munaci (conspirador), conspirador amb Catilina.
- Tit Munaci, polític romà.